# Війт

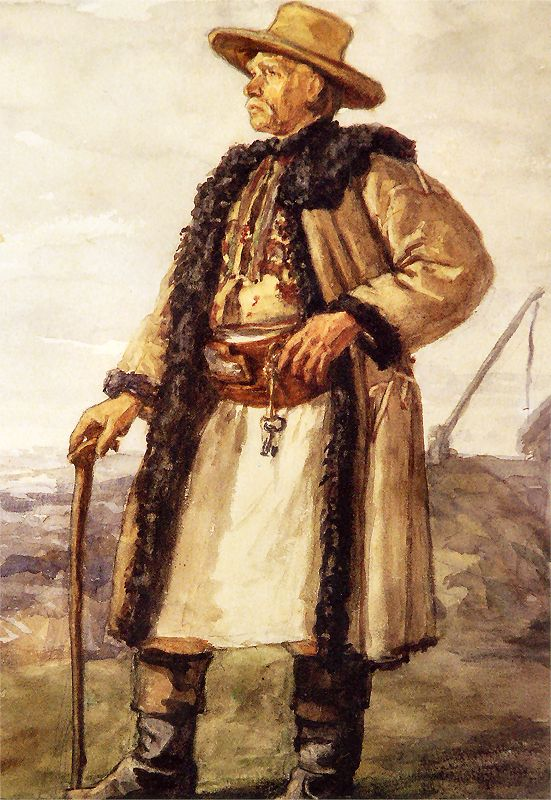
Війт Микола (1867)

Війт — керівник тутешнього (міського чи сільського) управління або самоврядування в середньовічній Німеччині, Литовському князівстві, Польщі та Україні.
Слово війт походить через пол. wójt, woyt від нім. Vogt і далі від середньовіч. лат. vocatus, лат. advocatus («покликаний на допомогу», звідки також і «адвокат»).

## Історія
У середньовічній Німеччині Vogt — намісник імператора (нім. Reichsvogt; розрізнялися міський /нім. Stadtvogt/ і земський /нім. Landvogt/ фогти), водночас і суддя. У містах Галицько-Волинської держави, а згодом Речі Посполитої (Польщі, України, Литви й Білорусі), заснованих на магдебурзькому праві, у XIII—XVIII століттях спершу спадковий, а пізніше виборний голова місцевого суду та керівник місцевого самоврядування. За твердженням Дениса Зубрицького, голова суду у Львові XIV-XVIII століть.
Війти у приватних (дідичних) містах призначались власником або вибирались громадою.
Посада війта спочатку була спадковою, але з часом стала виборною. За свою службу війт брав частину податків і судових оплат. Він міг свій уряд відступити або продати. Подекуди саме місто відкуплювало війтівство, і тоді війт був виборним.
Грушевський стверджував, що викуп панами (шляхтою-дідичами) привілейованих війтівств у Галичині часто призводило до того, що експлуатація селян зосереджувалась в одних руках, а привілеї селян, про які йшлось у локаційному акті, втрачали свого оборонця, яким мав бути війт.
Прерогативи: загальна адміністрація, управління міською власністю і судові компетенції, виконувані за допомогою лави присяжних (див. Лавники). Свою владу війт ділив з міською радою, на вибір якої війт мав вплив.
Війтів у містах затверджував гетьман. На Лівобережній та Слобідській Україні війти (старости) були й у селах, де їх обирала сільська громада.
Посада війта існувала в українських селах до 18 століття, а в містах — до скасування магдебурзького права на початку 19 століття. У Галичині в складі Австро-Угорщини війт очолював сільську громаду, а в 1921–1939 роках на українських землях, був керівником найменшої адміністративно-територіальної одиниці — ґміни.
Уведена посада війта була як міського голови (був наприклад і в м. Києві); старшина, міський старшина; різновид поліцейського тисяцького або п'ятисотенного в містечках або посадах, або голова над декількома сотськими; місцями це сільський староста або навіть убраний на поле десяцький з робітниками. Різновид цього «ключвійт» — староста ключа, волості; голова поселення. Від слова «війт» підпорядкована земля й поселення його юрисдикції — війтівство, йому приналежний; війтівський, до нього стосовний; звання, посада особи війта. Війтувати — бути війтом, керувати війтівством.
Від цього слова походять такі прізвища, як Войтович, Войтів, Війтович, Вайтовіч, Войтенко, Войт, Старовойт, Войтко, Войтюк.